# Мопанг

### Проектиране и построяване
Мопанг е бил парен товарен кораб, построен през 1919 г. от Submarine Boat Company от Нюарк за Американския корабен съвет (USSB) като част от временната военна програма за корабостроене на Emergency Fleet Corporation (EFC) за възстановяване на търговския флот на страната. Корабът е оперирал основно по маршрутите на Източното крайбрежие и Персийския залив до Европа през кратката си кариера. През Юни 1921 г. корабът се натъква на мина при опит за навлизане в Бургаския залив и потъва без жертви.
Първоначалното име на кораба е Meeshawn, а по-късно преименуван на Pittsburgh Bridge. След това отново името се сменя на Мопанг.
Голяма програма за корабостроене за възстановяване и подобряване на способностите за корабоплаване както на САЩ, така и на техните съюзници е била предприета след влизането на САЩ в Първата световна война. Като част от тази програма, EFC прави поръчки в националните корабостроителници за голям брой кораби със стандартен дизайн. Товарният кораб Проект 1023 е стандартен товарен кораб с приблизително 5300 тона дедуейт, проектиран от Submarine Boat Corp. и приет от USSB.
Мопанг е бил част от втората опционална поръчка за 68 допълнителни плавателни съда, пусната от USSB заедно със Submarine Boat Corp. на 16 Ноември 1917 г.
На 25 Юли 1919 г строежът на кораба започва на площадка № 90 на корабостроителя и e пуснат на вода на 15 Ноември 1920 г., като г-ца Алис Л. Кокс, дъщеря на Даниел Х. Кокс, секретар-касиер на Обществото на военноморските архитекти и морски инженери e била спонсор. По този повод Обществото наело параход Честър У. Чапин като близо 250 членове и техните семейства са присъствали на церемонията по пускането MU на вода.
Подобно на всички кораби от този клас, плавателният съд е имал три надстройки и една основна палуба, двигател, разположен в средата на кораба, и четири основни трюма, два отпред и два отзад, което е позволявало превоз на различни товари и стоки. Корабът също е разполагал и с всички съвременни машини за бързо товарене и разтоварване на стоки от пет големи люка, включително десет лебедки и десет товарни стрели. Той също е бил оборудван с безжичен апаратура и електрически светлини, инсталирани по протежение на палубата.
Корабът е бил с дължина 98,8 м (между перпендикулярите), 14,1 м широк и е имал дълбочина от 7,6 м. Първоначално Мопанг е оценен на 3545 BRT и 2174 NRT и има дедуейт приблизително 5340 тона. Корабът е имал стоманен корпус с двойно дъно и единична турбина с мощност 1500 shp, един двойно редуциран винт, който е движел кораба с до 10.5 възела (12.1 mph или 19.4 км/ч). Парата за двигателя се доставяла от два котела Babcock & Wilcox Water Tube boilers приспособени за петролно гориво.
Строежа на кораба е приключил през декември 1919 г. и той продължил към Ню Йорк на 7 Януари 1920 г., където е бил инспектиран от представители на USSB и официално приет от тях на 10 Януари 1920 г.

### История
След доставката и приемането от USSB, Мопанг е бил незабавно отдаден на Lykes Brothers, за да служи в техните заливи до Европа и Обединеното кралство. Товарният кораб е излязал от Ню Йорк на 13 Януари за Ню Орлиънс, но е бил принуден да се върне на 15 Януари. Отплавал е отново на 18 Януари и е пристигнал в Порт Ийдс на 26 Януари. След като е натоварил товара си, състоящ се от няколкостотин хиляди фута дъски, ясен, бор, саподилово дърво, махагонов дървен материал и пръчки, в допълнение към други общи стоки, товарният кораб отпътува от Ню Орлиънс на 10 февруари за Лондон. Корабът спира на Норфолк на 18 февруари за зареждане с гориво и след това продължава, стремейки се да пристигне на крайната си дестинация на 12 Март. Преди пристигането си, на 11 Март, претърпява повреда в рулевото устройство, която е накарала кораба да остане в пристанището до приключване на ремонта. По време на обратното си пътуване до Съединените щати корабът е трябвало да влезе в пристанището на о-в Фаял с теч в отделение №2 и преместване на баласт. Плавателният съд успява да отплава само две седмици по-късно в посока за Кий Уест и на запад към пристанищата в Персийския залив. The freighter was only able to sail two weeks later destined for Key West and further west towards Gulf ports. Параходът продължава да има проблеми с рулевия механизъм и двигателите през цялата си кариера. Например, на 16 Юли, когато напуска Мобил за Галвестън, Мопанг е принуден да пусне котва отново, поради повреда в рулевия механизъм и невъзможност да се управлява.
При следващото си трансатлантическо пътуване Мопанг напуска Порт Артур на 2-ри Август за Ливърпул през Норфолк. На 29 Август е било съобщено, че двигателят на парахода се е повредил и не подлежал на ремонт като корабът дрейфал безпомощно, край бреговете на Ирландия. Параходът бил буксиран от друг кораб – SS Capulin, и безопасно закаран в Ливърпул. След като прекарва повече от месец в ремонти в чужбина, Мопанг се завърща в Норфолк на 21 Октомври. Там плавателният съд бил върнат от Lykes Brothers на USSB, които от своя страна го насочват към A.H. Bull & Co.
A.H. Bull & Co. са били оператор на Bull Line, които на всеки две седмици осигурявали курсове от Ню Йорк до Константинопол и всички пристанища на Черно море. При приемането си от A.H. Bull & Co., Мопанг е бил пуснат по този маршрут и след няколко закъснения отплава от Ню Йорк на 28 Декември, превозвайки наред с други товари приблизително 700 тона хранителна запаси, предназначени за Република Армения. След безпроблемно пътуване корабът стига до крайната си точка на 5 Февруари 1921 г. След разтоварване корабът отплава обратно към САЩ и пристига в Ню Йорк на 22 Март.
При пристигането си Мопанг е бил избран от “Американския комитет за помощ в Близкия изток” да превозва големи количества хранителни запаси за жертвите на глад в Армения. Стоките са били събирани и товарени два месеца и са се състояли от близо 2000 тона храни в допълнение към голямото количество брашно. Товарът бил благословен от епископа суфраган Хърбърт Шипман на 17 Май пред голямо събрание, включващо много важни личности, включително д-р Джеймс Л. Бартън и Ернест М. Бул, собственик на Bull Line и бригаден генерал Уилям Вайгел бил също сред гостите. Накрая товарният кораб отплавал от Ню Йорк на 25 Май за Константинопол, където е трябвало да разтовари по-голямата част от товара си и след това да продължи към Бургас и Констанца.

### Потъване
Мопанг отплава от Ню Йорк в края на Май 1921 г. за Близкия изток. На 9 Юни преминава покрай Гибралтар и пристига в Константинопол на 17 Юни. Товарният кораб е бил под командването на капитан A. C. Hager и е имал екипаж от 39 души. Параходът разтоварва основната част от товара си там и след презареждане отплава за Черно море, носейки на борда си приблизително 650 тона товар. Корабът пристига в района на Бургас рано сутринта на 30 юни. След това Мопанг продължава да навлиза към Бургаския залив, но приблизително в 05:30 сутринта, на разстояние 1.7 nmi (3.1 км) от фар Megalo Nisi, намиращ се на днешния о-в Св. Иван до Созопол, той се натъква на стара морска мина от Първата Световна Война. Контактът с мината бил между трюмове № 1 и № 2 и след експлозия се отворила огромна дупка в корпуса на парахода. Екипажът бързо изоставил плавателния съд, който се напълнил с вода за няколко минути и се наклонил на десния борд, потънал приблизително 5-6 минути след експлозията под 24 метра вода. Жертви нямало, а целият екипаж се е спасил поради непосредствената близост до брега и град Созопол. През юли всички членове на екипажа, с изключение на капитана, отплавали обратно за Съединените щати на борда на параход SS Magnahelias. Капитанът останал в България, за да съдейства при изваждането на сейфа в случай, че USSB реши да спасява кораба, но такова разпореждане не било издадено.

### Потъналият кораб
Потъналият кораб лежи до голяма степен непокътнат на десния си борд на дълбочина между 24 м. и 32 м. под водата. Височината от дъното е 7 м. Основните щети от експлозията са в носовата част на кораба. Ясно се различават надстройките, частите на димохода и палубата. Трюмовете и някои от кабините са свободно достъпни. Части от товара в трюмовете се виждат: куп ботуши, дървени кутии с резервни части и др. Винтът с диаметър около три метра и кърмовият подемник са на място. Котвената верига се плъзга по корпуса и потъва в тинята на дъното. Вероятно котвата се е разхлабила по време на потъването и се е навила около кораба.
През Август 2018 г. горивната фракция, останала в резервоарите изтича от кораба след лошо време и силни подводни течения, но властите определиха изтичането като “минимално и доста ограничено”. Кораб от Европейската агенция за морска безопасност е бил изпратен в района, за да събира гориво, изтекло във водата. Изготвени били планове за изпомпване на останалото гориво от резервоарите на кораба.

### Археологически обект
Съгласно конвенцията на Юнеско за подводното културно наследсво от 30.06.2021 г. Мопанг вече е със статут на археологически обект.